# Bistarac
Bistarac je jezero u Bosni i Hercegovini. Nalazi se na dva kilometra od Lukavca.

## Vanjske poveznice
- Slika jezera